# Hans Jürgen Matthies
Hans Jürgen Matthies (* 6. November 1921 in Teterow; † 10. September 2016 in Braunschweig) war ein deutscher Maschinenbauingenieur und Hochschulrektor und -präsident.

## Leben
Hans Jürgen Matthies wurde 1921 im mecklenburgischen Teterow als Sohn des Fabrikanten Ernst Matthies geboren. Im Zweiten Weltkrieg diente er als Oberleutnant und Batterieführer. 1946 begann er an der Technischen Universität Berlin ein Studium des Maschinenbaus, das er in Stuttgart an der Landwirtschaftlichen Hochschule Hohenheim fortsetzte. Der Schwerpunkt lag auf der Landtechnik. Hier lernte er in den Vorlesungen des Agrartechnik-Dozenten Walther Fischer-Schlemm die Grundlagen und die funktionalen Zusammenhänge in Landmaschinen kennen. 1950 schloss er das Studium als Diplom-Ingenieur ab und wurde wissenschaftlicher Assistent bei Georg Segler am Institut für Landmaschinen an der Technischen Hochschule Braunschweig. Neben den Aufgaben in Lehre und Verwaltung betrieb er Forschungsstudien auf den Gebieten der Heubelüftung und Erntetechnik für Grüngut, was sich in seiner Dissertation niederschlug, die Der Strömungswiderstand beim Belüften landwirtschaftlicher Erntegüter lautet und 1954 eingereicht wurde. Von 1954 bis 1958 erwarb er praktische Erfahrungen bei der Firma Landmaschinenfabrik Gebrüder Welger in Wolfenbüttel. Zunächst kümmerte er sich um konstruktive Entwicklungs- und organisatorische Sonderaufgaben. Nach kurzer Zeit wurde er Chefkonstrukteur und Handlungsbevollmächtigter der Firma. Er betreute Entwicklungen, Konstruktionen und Testläufe von stationären Pressen, Aufsammelpressen, Gebläsen, Aufsammelschneidgebläsen und landwirtschaftlichen Fahrzeugen. In diesem Industrieunternehmen konnte er auch seine Kenntnisse in der Halmgut-Prozesstechnik vertiefen.
Im Oktober 1958 folgte er dem Ruf an die TH Braunschweig und war bis 1990 Nachfolger seines Doktorvaters als Ordinarius und Direktor des Instituts für Landmaschinen. Sein Eintrittsdatum ermöglichte es ihm noch, bei der Gestaltung und Ausstattung des Neubaus des Instituts für Landmaschinen, der 1963 eingeweiht wurde, mitzuwirken. Von 1966 bis 1968 bekleidete er das Amt des Dekans an der Fakultät für Maschinenbau und Elektrotechnik. Andere, eher periphere, Stärken zeigten sich bei der Leitung des Praktikantenamtes und bei seiner Mitwirkung als Koordinator für alle Hochschulbelange an einer Studienreform und der Hochschulgesetzgebung. 1974 wurde er ordentliches Mitglied der Braunschweigischen Wissenschaftlichen Gesellschaft. In der Zeit von 1978 bis 1979 war Matthies Rektor und erster Präsident der seit 1968 als Technische Universität Braunschweig auftretenden Hochschule. Er machte sich um die Eingliederung der Pädagogischen Hochschule verdient und setzte sich für den Erhalt der Bezeichnung Technische Universität ein. Intern überführte er die Rektoratsverfassung in eine Präsidialverfassung. Schließlich wurde dank seiner der universitären Fachrichtung „Landtechnik“ hinzugefügten Innovationen diese in „Schlepper-, Erdbau- und Landmaschinen“ umbenannt.
Matthies war auch ehrenamtlich vielfältig aktiv. So war er von 1983 bis 1988 Vorsitzender der VDI-Fachgruppe Landtechnik und gemeinsam mit Friedhelm Meier Initiator und erster Herausgeber des Jahrbuchs Agrartechnik, das seit 1988 über die aktuellen Entwicklungen in der Agrartechnik berichtet. Außerdem fungierte er als Vorsitzender des Arbeitskreises „Forschung und Lehre“ der Max-Eyth-Gesellschaft (MEG), erstellte Gutachten für die Deutsche Forschungsgemeinschaft (DFG), saß im Vorstand und im Hauptausschuss des Kuratoriums für Technik und Bauwesen in der Landwirtschaft (KTBL), war stellvertretender Vorsitzender im Kuratorium der Bundesforschungsanstalt für Landwirtschaft (FAL). Des Weiteren war er Mitglied des Forschungsrates für Ernährung, Landwirtschaft und Forsten, im Landwirtschaftlichen Arbeitgeberverband (LAV) sowie bei der Deutschen Landwirtschafts-Gesellschaft (DLG).

## Arbeitsschwerpunkte und Verdienste
Neben der Halmgut-Prozesstechnik, die das Pressen und Brikettieren (die sogenannte „Halmgutverdichtung“), das Belüften und Trocknen und die Spannungsdynamik in lagernden Haufwerken beinhaltet, waren ölhydraulische Antriebe und Steuerungen, deren Grundlagen eigene Untersuchungen zum Reibungsverhalten, zur Pulsation sowie zur Effizienz der Aggregate und Systeme bildeten, seine Arbeitsschwerpunkte. Sowohl seine Dissertation zum erstgenannten Thema mitsamt der vorausgegangenen Forschungsberichte und nachfolgenden darauf aufbauenden Publikationen als auch sein Buch Einführung in die Ölhydraulik wurden zu Standardwerken. Der an der TU Braunschweig geleisteten Pionierarbeit wurde große internationale Anerkennung zuteil.
Den Studierenden und seinen Doktoranden hat Professor Matthies, wie es heißt „hervorragende Voraussetzungen für eine erfolgreiche berufliche Tätigkeit mitgegeben“, wovon die verantwortlichen Positionen in Industrie, Forschung und Lehre, die von seinen ehemaligen Studenten und Assistenten besetzt sind, zeugen.

## Auszeichnungen
- 1991: Ehrendoktorwürde der TU München
- Ehrenzeichen des VDI
- Tilo-Freiherr von Wilmowsky-Medaille

## Schriften
- (Zusammen mit Georg Segler, Jörg Birk) Entwicklung und Erprobung von Heubelüftungsanlagen (= Schriftenreihe des Land- und Hauswirtschaftlichen Auswertungs- und Informations-Dienstes; Heft 53). AID Land- und Hauswirtschaftlicher Auswertungs- und Informationsdienst, Bad Godesberg 1952.
- (Zusammen mit Georg Segler) Anleitung zum Bau und Betrieb von Heubelüftungsanlagen. Institut für Landmaschinen der Technischen Hochschule, Braunschweig 1952.
- Die Mechanisierung der Getreideernte in Dänemark und Schweden (= Berichte über Studienreisen im Rahmen der Auslandshilfe der USA; Heft 46). Verlag Kommentator, Frankfurt am Main 1953.
- Der Strömungswiderstand beim Belüften landwirtschaftlicher Erntegüter (= VDI-Forschungsheft; Nummer 454). VDI-Verlag, Düsseldorf 1956. (Dissertation, TH Braunschweig, 1954.)
- Das Verdichten von Halmgütern mit hohen Normaldrücken (= Fortschritt-Berichte [der] VDI-Zeitschrift, Reihe 14: Landmaschinen, Landtechnik; Nummer 1). VDI-Verlag, Düsseldorf 1966.
- Einführung in die Ölhydraulik (= Teubner-Studienbücher Maschinenbau). Teubner, Stuttgart 1984, ISBN 3-519-06318-2. (1991 überarbeitet und erweitert; auch weitere Auflagen wurden stets neu bearbeitet.)
- (Als Herausgeber) Die Entwicklung des landwirtschaftlichen Maschinenwesens in Deutschland (= Klassiker der Technik). VDI-Verlag, Düsseldorf 1987, ISBN 3-18-400784-7. (Reprint der Ausgabe des Deutschen Landwirtschaftsverlages, Berlin 1910.)
- (Zusammen mit Friedhelm Meier) 50 Jahre Landtechnik (= Sonderdruck aus Landtechnik, 51. Jg., Heft 1). Landwirtschaftsverlag, Münster 1996.